# ندرة حداد
نَدْرة حَدَّاد (30 أكتوبر 1881 - 27 مايو 1950) هو شاعرٌ مَهجري حمصي، كان قد اختارَ مدينة نيُويُورك موطنًا لعَيْشِه وأدبه. كان أيضًا يُساعد شقيقَه الأديب عبد المسيح حَدَّاد في تحريرِ جَريدة السائح المَهْجريَّة. تصفه المصادر بأنه «طويلَ القامة، ممتلئَ الجسم، هادئَ الحركات، خافتَ الصَّوْت، خَجُولًا، طيِّب القلب، طاهرَ السَّريرة، وفيًّا، مستقيمًا، رقيقَ العاطفة، يغلبُه شعورُه وتخنقُه عبراتُه ويرتجف صوتُه عندَ إلقائه قصائد الرثاء أو الحنين».

## حياتُه وسيرتُه
وُلدَ نَدْرة حَدَّاد، شاعرُ العاصِي، في 30 تشرين الأوَّل/أكتوبر سنةَ 1881 م في مدينةِ حِمْص السوريَّة، وسطَ البلاد. وهو من أسرة حمصيَّة عريقة ومعروفة في المَدينة. تلقَّى عُلُومَه الأولى في المَدْرسَةِ الأرثوذكسيَّة. وقد كان قبلَ هجرتِه شابًّا ظريفًا يعمل في دائرةِ قَلَم المال بحِمْص، كما ذكر شقيقُه عبد المَسيح في جريدتِه «السَّائِح». تصف المصادر نَدْرة حَدَّاد بأنه كان «طويلَ القامة، ممتلئَ الجسم، هادئَ الحركات، خافتَ الصَّوْت، خَجُولًا، طيِّب القلب، طاهرَ السَّريرة، وفيًّا، مستقيمًا، رقيقَ العاطفة، يغلبُه شعورُه وتخنقُه عبراتُه ويرتجف صوتُه عندَ إلقائه قصائد الرثاء أو الحنين».
هاجر نَدْرة حَدَّاد إلى الولايات المتَّحدة الأمريكيَّة في 26 كانون الأوَّل/ديسمبر سنة 1897م، وهو بعمر 17 عامًا؛ وأقامَ في مدينة نيُويُورك يتعاطى التجارَة في بادئ الأمر، قد طوَّف البلاد، قبلَ أن يعودَ ويستقرَّ فيها. ولكنَّه لم ينسَ مُيُولَه إلى ميدان الأدبِ والصِّحافة، فأخذ ينظمُ الشِّعر، وكان يساعد شقيقَه الأديب عبد المسيح حَدَّاد في تحريرِ جَريدة السائح المَهْجريَّة، حيث عملَ رئيسَ تَحْريرٍ لها لسنواتٍ قبلَ أن ينتقلَ للعمل في أحدِ البُنوك. ولكن، كانت تأتي عليه أوقاتٌ لا ينظمُ فيها الشعرَ إِلَّا لِمامًا، حَتَّى أصبحت قصائدُهُ أَشْبهَ بالحَوْليَّات. تزوَّج نَدْرة حَدَّاد من هَدْبا حدَّاد، وأَنْجَبَ منها وليَم ورُوبرت وجوزيت.
تُوفّي ندرة حدَّاد مساءَ يوم السبت 27 مايو/أيَّار سنة 1950 م، وكان ذلك فجأةً خلال حَفْلة عرس بعد أن أنشدَ فيها شعرَ التَّهاني، حيث ألقى قصيدتَه الأخيرة «آمنتُ بالحبّ»، وشعرَ بعدها بضيقٍ في التنفُّس ألزمَه الجلوسَ ليُفارقَ الحياةَ بعدَ ذلك بوقتٍ قصير جدًّا.

## شعرُه ونشاطه الأدبي
يعدُّ ندرة حدَّاد أحدَ الأعضاء البارزين المؤسِّسين للرابطة القلميَّة التي رأت النورَ في نيويورك سنة 1920 م وانفرطَ عقدُها سنة 1931 م. تُشير المصادر بأنَّ «مَنْ يقرأ شعرَ نَدْرة حَدَّاد لا يشكُّ أبدًا في سلامة طَوِيَّته، ونقاء سريرته، وطيب نَفْسِه، وحبِّه للآخرين، وبعده تمامًا عن التَّمَذْهُب الضيِّق والتعصُّب الدِّيني والنَّظرة الحسيرة. لقد برهنَ في شعره وفي مجرياتِ حياته أنَّه كانَ رحبَ الصدر، واسِع الأفق، وَدُودًا يَسِرًا، لا تلمحُ في خطابه نبرةَ حِقْدٍ أو صوت ضغينة. وقد أحبَّه كلُّ من كان حولَه، وأشادوا بأخلاقه وحُسْن معاملته وصفاء نفسه». وفي هذا الصَّدد يقول مِيخائيل نعيمَة عنه بأنه كان «متدفِّقَ العاطفة، رقيقَها، بسيط العِبارة رشيقها، يكرهُ التكلُّفَ والتصنُّع، وتأبى نفسُه العزيزة التملُّقَ والتسكُّع، فيُطلِق الشعرَ طاهرًا من الحَذْلقة والبَهْرجَة، حاملًا عُصارةً صافية من أحاسيسه الصادقة وأفكاره الهادئة، فلا هو بالغاضِب النَّاقِم، ولا هو بالثائر الهادِم. كما كان شاعرًا عفيفَ اللِّسان، حيَّ الوجدان، نقيَّ القلب، وديعَ النَّفْس، صادقَ النَّبْض والنَّبْرة، حيِّيَ الوَجْنَتَيْن، سِخِيَّ الكَفِّ والعَيْن».
أصدر نَدْرة حدَّاد ديوانه الوحيد «أَوْراق الخَريف» سَنةَ 1941 م، أي قبلَ وفاته بنحو 9 سنوات، فهو بلا شكٍّ نظمَ المَزيدَ من القصائد التي لم يحتوِ عليها ذلك الديوان. ولذلك، جُمع المزيدُ من شعره بعد نحو 70 سنة من وفاته، وصدر تحتَ عنوان «ديوان نَدْرة حدَّاد».

### وقفات مع شعره
هناك وِقْفاتٌ لابدّ منها مع شعر ندرة حدَّاد؛ ومن تلك الوقفات وقفةٌ «مع مَنْطقِه الإنساني الرَّاقي وروحه النبيلة ونفسه السَّامية؛ فها هو يُعلنها صافيةً نقيَّة أنَّه لا يردُّ الصَّاعَ صاعين إلى من يبادره بالأذى، ولا يطالع أحدًا بسوء أو ضرر»، فيَقول:

| أَنا راضٍ بالعَصا يا أَيُّها الحامِلُ رُمْحَكْ |
| وَسَأَرْضَى خُبْزَكَ الأَسْوَدَ فِي الحُبِّ وَمِلْحَكْ   |
| وَسَأَنْسَى جُرْحَ قَلْبِي كُلَّما شاهَدْتُ جُرْحَكْ    |
| وأَرى لَيْلَكَ لَيْلي، وَأَرى صُبْحِيَ صُبْحَكْ     |
| وإذا أَخْطأتَ نَحْوي، فأَنا الطالِبُ صَفْحَكْ  |

كما أنَّ الشاعرُ «لا يَفْتأُ يَدْعو إلى المَحبَّة والوداد، والتآلُف والتَّصافي، مُسْتندًا في ذلك إلى إنسانيَّته الوارِفة وسَريرتِه النقيَّة»، حيث يقول:
كما يُخاطِب من حَولَهُ فيقول:
كما يَدعو مجدَّدًا إلى الحبِّ، ويجعله فوقَ كل مال وجاه، فيقول في تهنئة عروسَيْن بزَواجهما:
وهو، لولا الحبُّ، لما لبَّى دَعواتِ التَّهْنئة أو الحضُور في المناسبات:
ورغمَ كلِّ هذا الحبُّ الذي يحمله الشاعرُ في نفسه، ويريده للناس، لكنَّه لم يجدْه بينهم؛ وها هو في أبياتِه هذه يشكو ذلك، ويحزُّ في نفسِه ألَّا يرى ما يريد إلَّا بينَ غير البَشَر:
وحُقَّ بعدَ هذا وذاك أن يقولَ الدُّكْتور عيسَى النَّاعُوري في هذا الشاعر: «حُبٌّ كبير وألم كبير، يَنْبعان من قلبٍ كبير، تلك هي خُلاصةُ شعر نَدْرة حدَّاد المَجْموع بين دَفَّتي ديوانِه «أوراق الخريف»».
لقد اختارَ ندرة حدَّاد لشعرِه مَجْزوءات البحور وقِصارَها؛ وغلبَ عليه طابعُ الوصفِ والتأمُّل؛ وبثَّ فيه أمانيه وخَواطرَه ومشاعرَه، وأَلْبَسَ كثيرًا منه لَبُوسَ التفَكُّر والحكمة والتَّساؤل والدعوة إلى الحبِّ والسَّلام؛ وتناولَ مُعْظَمَ أغراضه وموضوعاته.
ففي وصيَّةٍ يُسْديها لابنه، يحثُّه على العطاء وأن يكونَ مَنْبعًا للخير والمَعْروف، فيَقول:
ويدعو الشاعرُ إلى الفضيلة فيقول:
وهذه وقفةٌ مع نظرة الشاعر للمَوْت وما وَراءَه، فهو لا يَخْشاه، بل يرى فيه نِعْمةً من نِعَم الله، إنَّه فاتحةُ الخلُود:
ويَقول:
هناك من يَتوقَّى ذكرَ المَوْت وما يتعلَّق به من أشياء تلازمه، لكنَّ الشاعرَ لا يعبأ بكلِّ ذلك، بل يدعو مَنْ حولَه إلى أن يناجوه بعدَ موته، وألَّا يحزنوا لفِراقه، فهو راضٍ به مقبلٌ عليه:
كيف لا؟ وهو يرى أنَّ المَوْتَ انتصار، انتصارٌ للروح على الجسد، وللخُلود على العُبور، وللشَّقاء على الراحة والهدوء:
ويؤمِنُ ندرة حدَّاد بالبعث والنُّشُور، وبأنَّ ما تقدِّمه في الحياة محفوظٌ في اللوح عند ربِّ السماء:
والشاعرُ زاهدٌ متواضِع، لا يحبُّ المديحَ والإطراء، ولا يطيب له ذلك:
أمَّا الحنينُ، فللشاعِر وقفة شامخة معه، فله شغفٌ إلى بلاده لا يُردُّ، وشوقٌ إلى مدينتِه حمص لا يُقاس؛ وفي ذلك يَقول:
أمَّا الطبيعةُ فالوقفةُ معها طويلة، فلقد كان ندرة حدَّاد مفتونًا بها، مؤمنًا بمدى جمالها، يسحرُه التأمُّلُ فيها، ويتمنَّى أن يعيشَ دومًا في أكنافها، وأن ينهلَ من صفائها وبراءتها وعُذْريَّتها. ولذلك، فقد أمعنَ في وصفها، مثل عددٍ من شعراء المَهجر. وكان لغتُه في ذلك يَسِرة سهلة الوصول والفهم، فلم يتقعَّرْ في ألفاظه ولم يختر غريبَها.
يطيلُ الشاعرُ النظرَ أمامَ زهرةٍ لفتت انتباهَه، فيطيب له الحديثُ إليها، وينسج في حضورها بعضًا من قصَّة حياته ونظرتِه للكون والإنسان؛ ولا يُخْفي من وراء ذلك بعضَ الضياعَ والتشتُّت اللذين يَعْصِفان به:
يجلسُ الشاعرُ في لحظاتٍ تأمُّل، بَعيدًا عن ضجيج الحضارةِ الأمريكيَّة الصاخبة من حولِه، فيُخاطب الروضَ خِطابَ المُحبِّ الوالِه، ويُناجيه مناجاةَ المُتشوِّق الهائِم؛ ويُطيل النظرَ في تفاصيله، ويجد أنسَه فيه، ولا ينسى أن يشكو إليه ما يعتلجُ في نفسه من أنين وألم:
ومن شعره التأمُّلي قولُه مخاطبًا نفسه، التي كثيرًا ما خاطبها وبثَّ إليها ما يساوِرُه من شكوكٍ وآمال وآلام:
وهو في مَعْرض تأمُّله يعودُ فيكرِّر استعدادَه للموت، وترحيبَه به؛ ويدعو إلى الوئام والألفة، وترك التَّنازُع والخصام:
وتخالطُ الحكمةُ فلسفةَ الشاعر، فهي كثيرةُ الوُرودِ في شعره، تأتي على شكل نصائح يُسْديها للآخرين أحيانًا، أو سياق قصائد أخرى:
ويرى الشاعرُ أَنْ ليسَ كلُّ لقاءٍ يبعث الحبَّ، فالحبُّ قد ينطلق أُوارهُ بالابتعاد وينهار باللقاء:
يلبِّي ندرة حدَّاد دعوةَ من يحبُّ، وليس للمُحبِّين إِلَّا أن يفعلوا ذلك؛ فالأماكن تجملُ بلقاء المُتَشاوِقين واجتماع المُتَآلفين:
وتختلطُ الحكمةُ لدى الشاعر بالزُّهْد، فهو لا يهتمُّ لما أَفْرزته الحضارةُ الحديثة والتقانةُ المتقدِّمة. إنَّ عيشًا هادئًا بلا ضجيج، ومَأْكلًا خفيفًا بسيطًا بلا أَرَق ولا هموم، ومأوًى عاديًّا متواضعًا، كلُّ ذلك هو من أَجلِّ أُمْنِياته:
بلى، لقد كان الشاعرُ زاهدًا في الدُّنيا، غيرَ مَفْتونٍ بها، يطيب له أن يُعدِّدَ همومَها ويعرِّض فيها:
لم تخلُ بعضُ قصائد ندرة حدَّاد من الأسلوبِ الخطابي المباشر، سواءٌ في شعره الذي ألقاه في المناسبات أو غيرها. ومن ذلك قولُه:
وهنا يتَّضحُ الأسلوبُ المباشر في النَّظْم رغم ما في هذه الأبيات من دقَّة الوصف ومنطِق الحكمة:
ومِثْلُ ذلك قولُه:
أمَّا قَصيدتُه المُطوَّلة «الرَّاهِبة»، فمنهم من رآها غايةً في الروعة ومن الفرائد في الدِّيوان، ومنهم مَنْ عدَّها من أضعف قصائِده في ديوانه «أوراق الخريف»، حيث يقول عيسى الناعوري عنها: «ونظمَ ندرة حدَّاد قصَّةً شعريَّة طويلة بعنوان «الرَّاهِبة» تقع في 110 أبيات بوزنٍ واحد وقَوافٍ متعدِّدة… غيرَ أنَّ الصِّياغةَ الشعريَّة في هذه القصيدة الطويلة لم تكن موفَّقة، فقد كانت عباراتُها ركيكةً مُهَلْهَلة». وهذا يدلُّ على أنَّ النقَّادَ قد لا يتَّفقون في الحُكْم على الشِّعر، فمثلُ هذا هو خلافٌ عميق في الرؤية وليس مجرَّد تفاوتٍ بسيط.
هكذا كان الشاعرُ نَدْرة حدَّاد مرآةَ عصره، وصورةً للرابطة القلميَّة في نيويورك التي مثلَّت أدباء المهجر الشِّمالي خيرَ تمثيل، لكنّه تفرَّد في أشياء خاصَّة به. ومع أنَّه لم يخرج عن نطاق القصيدة العربية خروجًا سافرًا، إلَّا أنَّه صبغَ شعره بصبغةٍ جديدة نادى من خلالها إلى الحبِّ والسَّلام، ووقف متأمِّلًا في خلق الله، فعبَّر خيرَ تعبير عن جَمال الطبيعة وسحرها، عن خبايا نفوس البشر وطَوَاياهم، فجاء شعرُه جديدَ المَضْمون والمُحْتَوى، قديمَ البناء نسبيًا.